# Mycterophallus smaragdinus
Mycterophallus smaragdinus är en skalbaggsart som beskrevs av Heller 1899. Mycterophallus smaragdinus ingår i släktet Mycterophallus och familjen Cetoniidae. Utöver nominatformen finns också underarten M. s. jaegeri.